# Waagner Gusztáv
Waagner Gusztáv (angolul: Gustave Waagner; csehül: Gustav Waagner, névvariáns Wágner Gusztáv) (Peterswald-Schönewald, Csehország, 1813. május 26. – Hampton, Virginia, 1891. december 27.) cseh származású képzett mérnök és katonatiszt, aki az 1848-49-es magyar szabadságharcban a magyarok oldalán harcolt őrnagyi rangban, az amerikai polgárháborúban őrnagyi, majd ezredesi beosztásban teljesített szolgálatot az unionisták oldalán.

## Életútja
Waagner Gusztávot és édesanyját, Wagnernét is szoros kapcsolat fűzte a Kossuth Lajoshoz és családjához. Waagner Gusztáv a szabadságharc alatt a bánáti salétrom- és lőszergyárat vezette és tüzérőrnagyként harcolta végig az 1848-49-es magyar szabadságharcot, a világosi fegyverletétel után emigrálni volt kénytelen. Kossuth Lajossal és kíséretével került a török Kutahiába. Kossuth Lajos feleségét és öt gyermekét nem tudta magával vinni, őket Waagner Gusztáv édesanyja, Wagnerné csempészte ki a Habsburg Birodalom területéről Kutahiába. Kossuth nagyon hálás volt ezért Wagnernénak, cserében Wagnerné azt kérte Kossuth Lajostól, hogy vigyázzon az ő fiára, Waagner Gusztávra. Kossuth Lajosért és kíséretéért Amerika küldte a „Mississippi” nevű hadihajót, ezzel a hajóval érkezett Kossuth kísérete New Yorkba 1851 őszén. (Kossuth még tett egy kitérőt Angliába).
Kossuth Lajos 1852 július 14-én elhagyta Amerikát, többé nem tért oda vissza, mivel Magyarország függetlensége érdekében nem tudta elérni Amerika fegyveres beavatkozását. Megbízottaival, főleg Asbóth Sándorral fegyvereket igényelt Amerikából, megindult a New York-i magyar hadianyaggyártás (1852-1959 közt több szakaszban), a Morlingville-i üzemet Waagner Gusztáv vezette. Amerika is el volt foglalva az ő saját politikai gondjaival, belső konfliktus is fenyegette, 1861-ben megkezdődött az amerikai polgárháború. Waagner Gusztáv mint képzett mérnök előbb őrnagyi, később ezredesi beosztást töltött be az Unió hadseregében. George B. McClellan tábornok parancsnoksága alatt újoncok kiképzését irányította és erődítményeket tervezett. McClellan tábornok elégedett volt azokkal az erődítményekkel, amelyeket Waagner tervezett. Majd a délkeleti missouri kerület tüzérségi főnökeként működött. Számos parancsot kapott Ulysses S. Grant (1822-1885) későbbi hadseregtábornok, majd amerikai elnök hadosztályában. U. S. Grant 1861 szeptember 2-án 600 fő katonával Belmontba (Missouri) küldte, hogy ott a déliek erődítményeit megrongálja. U. S. Grant 1861 szeptember 6-án John C. Frémont tábornoknak írt levelében elismeréssel emlegette Waagner katonai teljesítményeit. Még 1861 szeptemberében Waagner Gusztávot máshova rendelték, ekkor U. S. Grant szintén Frémonthoz írt levelében 1861 szeptember 22-én azt írta, hogy Waagner képességei és rátermettsége nagy segítségére voltak, kivált a felderítő szolgálatokban, hiányát meg fogják érezni. Frémont elbocsátása után Waagner is légüres térben találta magát a nyugati fronton. 1862 március 5-én kinevezték a 2. számú nehéztüzér ezred alezredesének, 9 nappal később ezredesnek. 1862 augusztus 26-án szerelt le végleg eddig nem ismert okból.
Az amerikai polgárháború után 1890-ben egy rokkant katonáknak fenntartott virginiai otthonban élt. 1891-ben érte a halál, feltehetően a virginiai Hampton nemzeti temetőben helyezték örök nyugalomra.